# Il corvo (film 1943)
Il corvo (Le Corbeau) è un film del 1943 diretto da Henri-Georges Clouzot.
La produzione fu assai problematica, sia a causa del contesto storico in cui si svolsero le riprese (durante la seconda guerra mondiale), sia per complicazioni di natura economica, ideologica e politica. Infatti, sebbene la produzione risultasse francese, il film fu finanziato dalla Continental Films, uno studio cinematografico attivo durante il Terzo Reich, ma con sede in Francia.
Il film fu oggetto di numerose accuse soprattutto dalla stampa comunista attiva nei sobborghi francesi, che percepiva l'opera di Clouzot come il colpo di grazia finale inferto al popolo francese dal regime nazista. È a causa di queste controversie ideologiche che al regista Clouzot fu chiesto di ottemperare a un divieto mossogli dal governo, che lo costringeva a non lavorare più nell'industria cinematografica francese. Ma il divieto colpì anche il film, che fu censurato nel paese sino al 1947, quando il divieto fu rimosso.

## Trama
Nella tranquilla località francese di Saint-Robin, la quiete viene turbata da un anonimo che si firma il "corvo" (le "corbeau"), il quale inizia a scrivere lettere minatorie a varie personalità note del posto. La prima vittima dell'anonimo delatore è il Dr. Rémy Germain, un ginecologo che viene accusato di avere una relazione nascosta con Laura Vorzet, la giovane moglie dell'anziano primario Dr. Vorzet, psichiatra della struttura ospedaliera della città. Oltre che della supposta relazione con Laura, il "Corvo" nelle successive lettere accusa Germain di praticare anche aborti illegali, che egli eseguirebbe a scopo di lucro.
Molti altri abitanti di Saint-Robin iniziano a ricevere lettere dal "Corvo" e la situazione diventa drammatica quando il giovane paziente François - in cura nell'ospedale di Vorzet - riceve una lettera in cui viene informato che le sue condizioni di salute sono gravi al punto da non avere speranza di sopravvivenza. Sconvolto per la rivelazione, François si uccide tagliandosi la gola con un rasoio. Per il suicidio, che la polizia locale considera invece un omicidio premeditato nascosto con abile tecnica, viene arrestata Marie Corbin, infermiera della clinica. Anche dopo l'arresto della donna, però, le lettere continueranno ad arrivare. Sarà il dottor Germain a scoprire infine chi si nasconde dietro la firma del "Corvo".

## Sceneggiatura
La sceneggiatura di Henri Chavance non ha come soggetto una storia originale, ma prende ispirazione da alcuni fatti realmente accaduti nel 1917 nella cittadina francese di Tulle. Nel caso in questione però, l'anonimo scrittore si firmava "L'œil de Tigre" e denunciava nelle sue lettere clamorose operazioni finanziarie nascoste dalla giunta comunale e altri misteriosi affari conclusi da vari imprenditori e uomini d'affari del posto.
Durante la pre-produzione, la sceneggiatura originale di Chevance fu oggetto di numerose revisioni e riscritture da parte di Clouzot. Al termine dell'elaborazione della sceneggiatura, il regista aveva infatti riscritto quasi ogni parte, lasciando solamente i punti cruciali e più complessi analizzati da Chavance.
Anche durante la lavorazione, Clouzot continuò a rivedere alcune parti "critiche" e modificò molti dialoghi e altrettante scene.

## Remake
Nel 1951 la 20th Century Fox decise di produrre un remake dal titolo La penna rossa. Alla sceneggiatura lavorò Howard Koch, mentre a Otto Preminger furono affidate la regia e la produzione.
Il film venne molto elogiato sia per la tecnica fotografica che per la colonna sonora, giudicate entrambe cupe e gotiche al punto giusto tali da rendere il film un capolavoro del genere.